# 憲政路
憲政路（Sianjheng Rd.）為高雄市苓雅區的東西向道路，起端為福德二路，末端為凱歌路。

## 行經行政區域
- 苓雅區

## 沿線設施
（由東至西）
- 呷尚寶憲政店
- 晶頂101海鮮喜宴餐廳
- 河堤戀館汽車旅館
- 高雄市私立褔瑞斯特幼兒園
- 高雄市苓雅區凱旋國民小學
- 全家便利商店凱歌門市

## 相關連結
- 高雄市主要道路列表